# 5-та піхотна дивізія (Велика Британія)
5-та піхотна дивізія (Велика Британія) (англ. 5th Infantry Division (United Kingdom) — військове з'єднання, піхотна дивізія регулярних військ британської армії, що була заснована Артуром Веллслі, 1-м герцогом Веллінгтоном у 1810 році, як частина англо-португальської армії, та брала найактивнішу участь у Наполеонівських, Першій та Другій світовій війнах, а також Холодної війни. Її штаб-квартира перебувала в Шрусбері. 1 квітня 2012 року в контексті реорганізації британської армії дивізія була розформована.

## Історія

### Наполеонівські війни

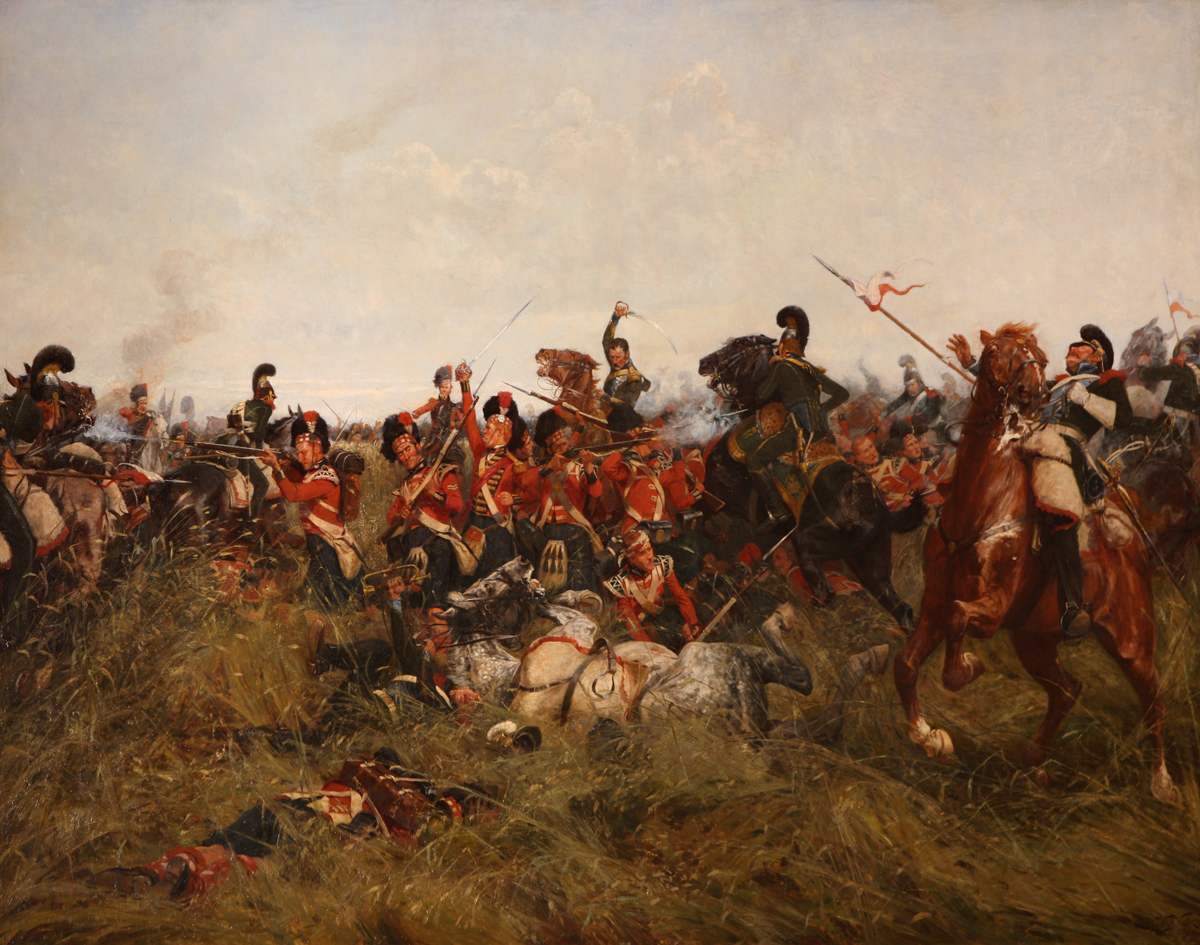
Битва при Катр-Бра

Британська 5-та піхотна дивізія була сформована у 1810 році, як частина об'єднаної англо-португальської армії полководцем Артуром Веллслі, 1-м герцогом Веллінгтонським для участі у війні проти французької армії на Піренейському півострові. У роки Наполеонівських війн дивізія билася у Піренейській кампанії, брала участь у боях проти французьких агресорів, включаючи битви при Буссаку 1810, при Сабугалі 1811, при Саламанці, облогах Алмейди 1811 та Бадахоса 1812, при Віторії, а також битвах на річках Нівель і Нів на території Французької імперії.
5-та дивізія брала участь у кампанії Ватерлоо й безпосередньо у вирішальній битві цієї кампанії — під Ватерлоо, під командуванням лейтенант-генерала Томаса Піктона в ролі резерву головних сил союзної армії.

### Друга англо-бурська війна
З початком війни в 1899 році армійський корпус британської регулярної армії з трьох дивізій був направлений до Південної Африки з Британських островів; вже там війська утворили 4-ту дивізію. Швидке погіршення ситуації змусило Воєнний офіс оголосити 11 листопада 1899 року про формування та відправку 5-ї дивізії. Він складався з 10-ї та 11-ї (Ланкаширських) бригад і зосередився в Есткорті 8 січня 1900 року. Під командуванням лейтенант-генерала сера Чарльза Воррена 5-та дивізія об'єдналася з польовими силами Наталу незабаром після битви при Коленсо і була частиною армії, яка допомагала обложеному Ледісміту.

### Перша світова війна
З початком Першої світової війни 5-та дивізія, як дивізія постійного складу регулярної армії, стала однією з перших, що було відправлено до Франції як частину британського експедиційного корпусу. Протягом усієї війни дивізія билася на Західному фронті, за винятком короткого періоду перебування на Італійському фронті з 27 листопада 1917 року по 1 квітня 1918 року. Дивізія брала участь в усіх великих битвах з 1914 до 1918 року, починаючи від битви при Монсі в 1914 році, пізніших етапах наступу на Соммі, включаючи першу у військовій історії битву з використанням танків, аж до битви на Селле в 1918 році.

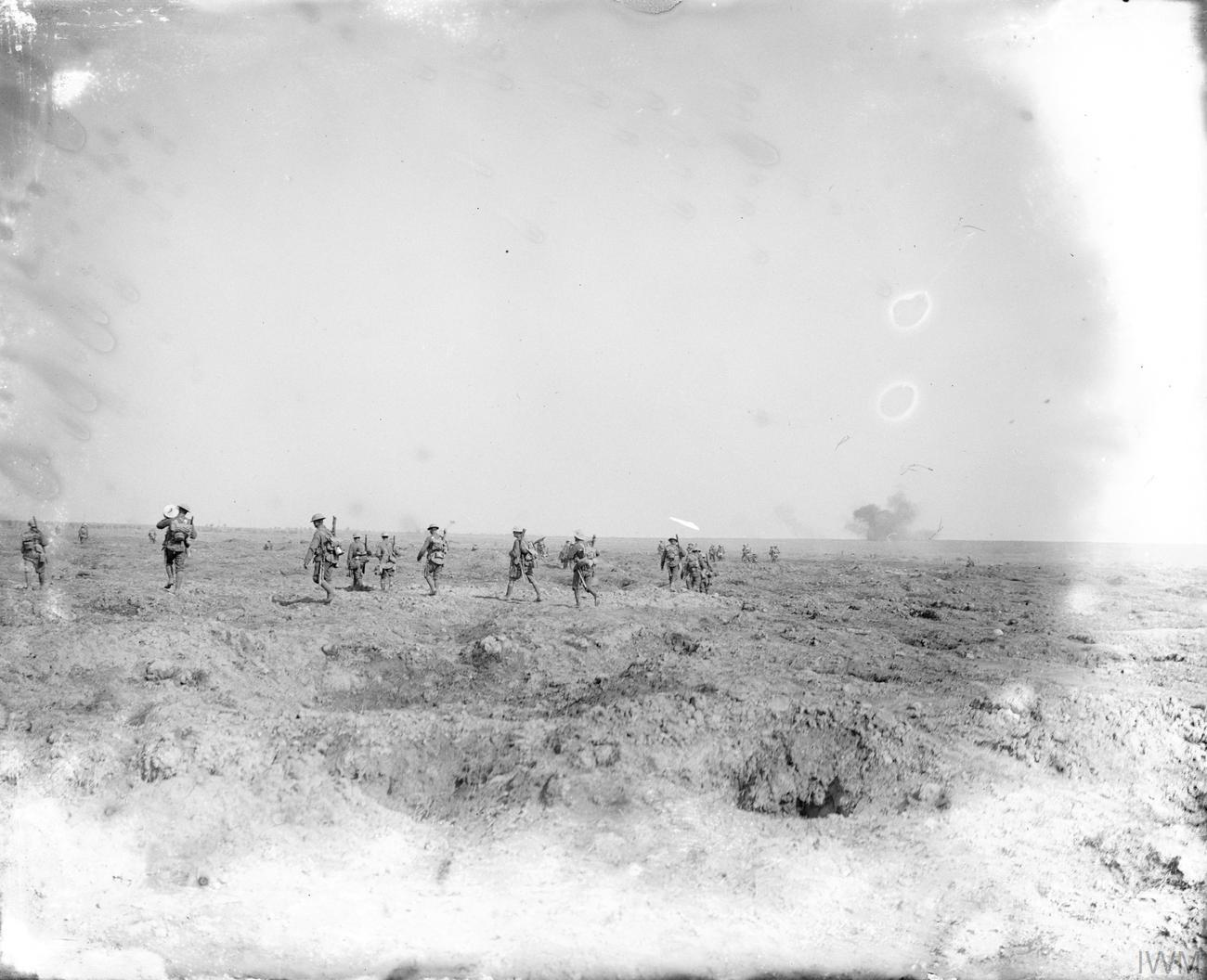
Підрозділ 5-ї піхотної дивізії на Західному фронті під час Першої битви на Соммі. 25 вересня 1916

У міжвоєнний період підрозділи дивізії базувався в Єгипті, а потім у Палестині, де британським військам довелося брати участь у придушенні арабського повстання 1936—1939 років.

### Друга світова війна
На початок Другої світової війни у вересні 1939 року 5-та піхотна дивізія була формуванням регулярної армії у складі Північного командування на чолі з комдивом майор-генералом Гарольдом Франкліном. Дивізія базувалася в Кетеріку. На початку жовтня 1939 року обидві її піхотні бригади (13-та і 15-та) відправилися до Франції, щоб приєднатися до решти Британських експедиційних сил як самостійні піхотні бригади, але штаб дивізії переправився до Франції 19 грудня 1939 року, де з 23 грудня був підпорядкований II корпусу лейтенант-генерала Алана Брука.
Наступні кілька місяців були проведені в навчаннях, хоча цьому заважав гострий брак сучасного обладнання. Через відсутність негайних дій багато солдатів вважали, що війна матиме дуже мало користі. Незважаючи на це, моральний дух у дивізії був високий. Цей період бездіяльності став відомим як «Дивна війна».
10 травня 1940 року німецький вермахт розпочав наступ на заході. 5-та дивізія брала участь у боях у Бельгії та Франції в травні-червні 1940 року, включаючи битву при Аррасі та у битві на каналі Іпр-Комін з 26 по 28 травня 1940 року, а потім була виведена до Дюнкерка разом з рештою британських експедиційних сил, звідкіля вони були евакуйовані до Англії, причому більша частина дивізії прибула 1 червня.
Дивізія, зазнавши дуже значних втрат, залишалася на Британських островах протягом наступних 21 місяця, причому більшу частину 1940 року провела в Шотландії у підпорядкуванні Шотландського командування, навчаючись та готуючись до відсічі ймовірного вторгнення нацистської Німеччини в контексті операції «Морський лев», яке так і не відбулося.
У квітні 1942 року 13-та та 17-та піхотні бригади та частина дивізійних підрозділів були включені до складу уданого угруповання для проведення операції «Айронклад», вторгнення на Французький Мадагаскар, який утримували вішістський уряд. Звідсіля її відправили до Індії на три місяці, а потім до Середньосхідного командування, де вона навчалася веденню гірській війні.
У середині лютого 1943 року дивізія була відправлена до Сирії, де залишалася протягом наступних чотирьох місяців, а пізніше перекинута до Єгипту, де вона перейшла під командування британського XIII корпусу лейтенант-генерала Майлза Демпсі, яка була частиною британської 8-ї армії генерала сера Бернарда Монтгомері. Дивізія разом із 50-ю дивізією, не застигнувши основні події Північноафриканської кампанії, почала тренування до десантних операцій у рамках підготовки до операції «Хаскі», вторгнення союзників на Сицилію.

#### Італійська кампанія
На початку серпня 5-та дивізія брала участь у вторгненні на Сицилію наприкінці кампанії. 3 вересня дивізія вторглася на материкову частину Італії в ході операції «Бейтаун», все ще будучи частиною XIII корпусу 8-ї армії, у взаємодії з 1-ю канадською піхотною дивізією, і просувалася вгору по центральній Італії. Пізніше в тому ж році дивізія брала участь у кампанії на річці Моро, хоча й зазнала відносно невеликих втрат порівняно з іншими залученими формуваннями союзників.

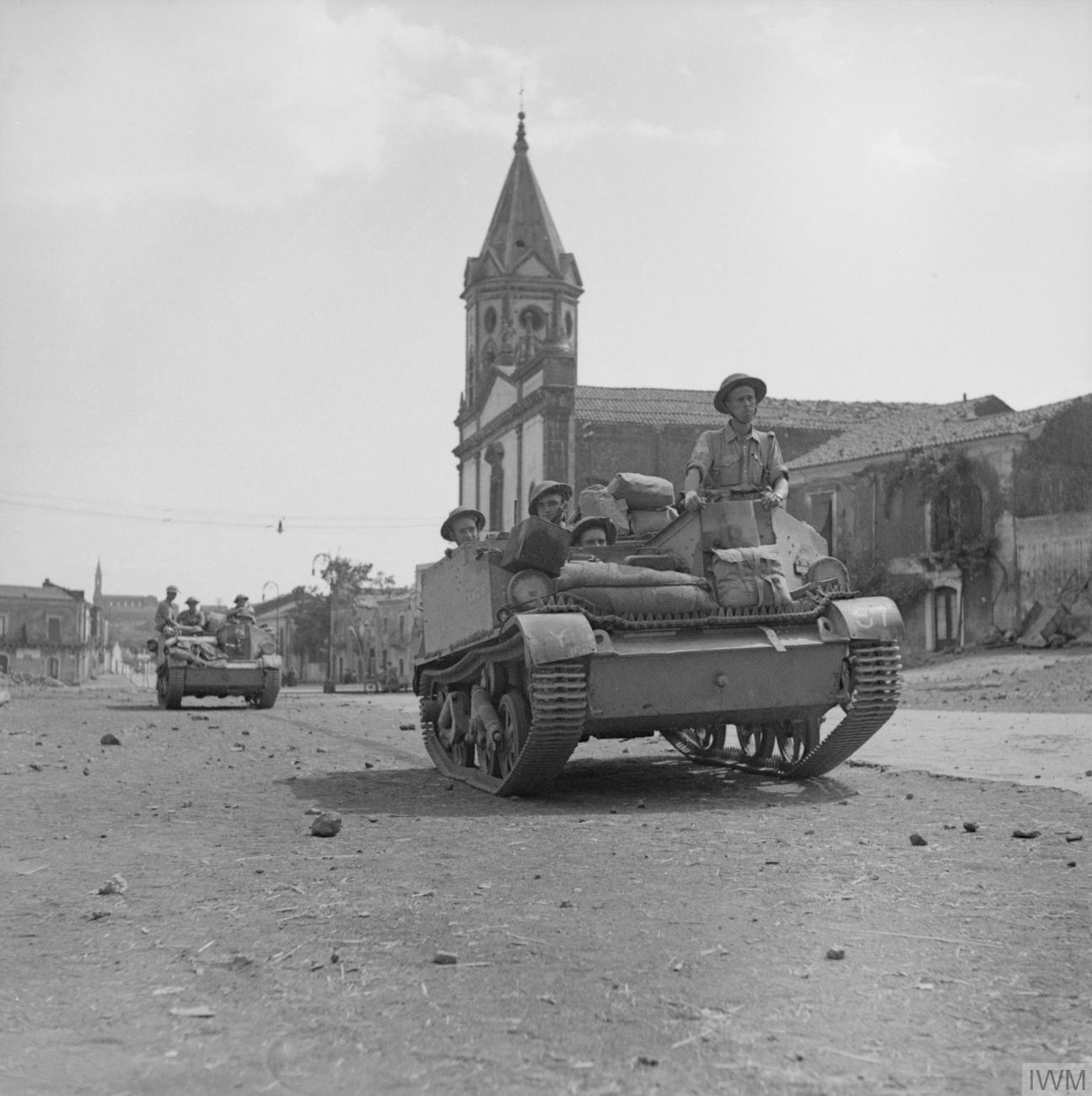
Універсальні транспортери дивізії на Сицилії. 1943

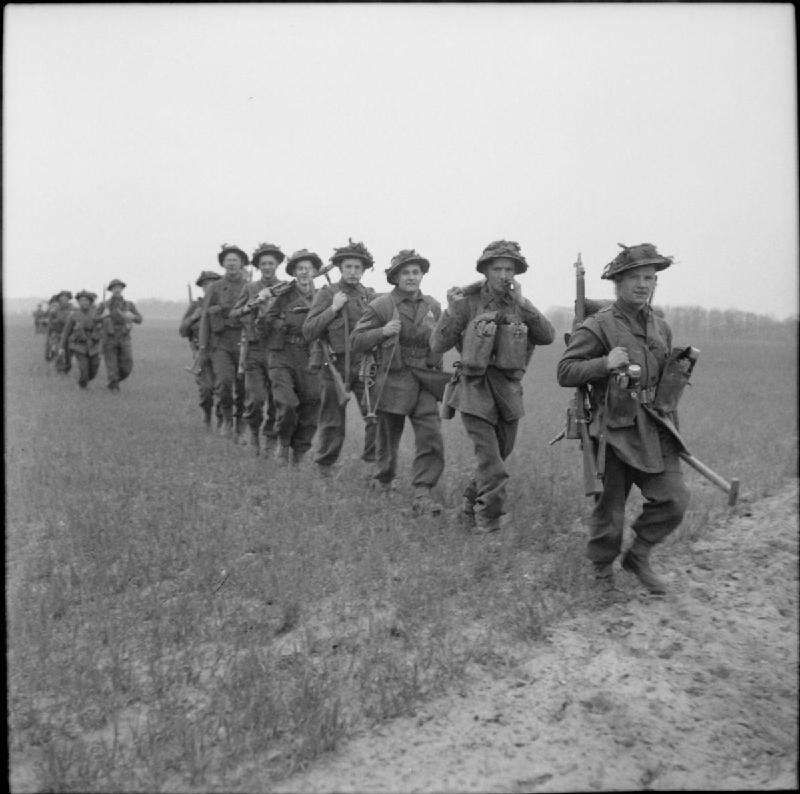
Військові 5-ї піхотної дивізії в боях під Ільценом. 16 квітня 1945

На початку січня 1944 року дивізію було переведено з 8-ї армії лейтенант-генерала сера Олівера Ліза у західну частину Італії, де передали до X британського корпусу лейтенант-генерала Річарда Маккрірі. X корпус, який бився по рубежу річки Гарільяно, підпорядковувався 5-ій американській армії генерал-лейтенанта Марка В. Кларка. Дивізія під командуванням генерал-майора Філіпа Грегсона-Елліса з ветеранською 201-ю гвардійською бригадою перетнула річку Гарільяно під час першої битви за Монте-Кассіно, де вона відвоювала значну територію.

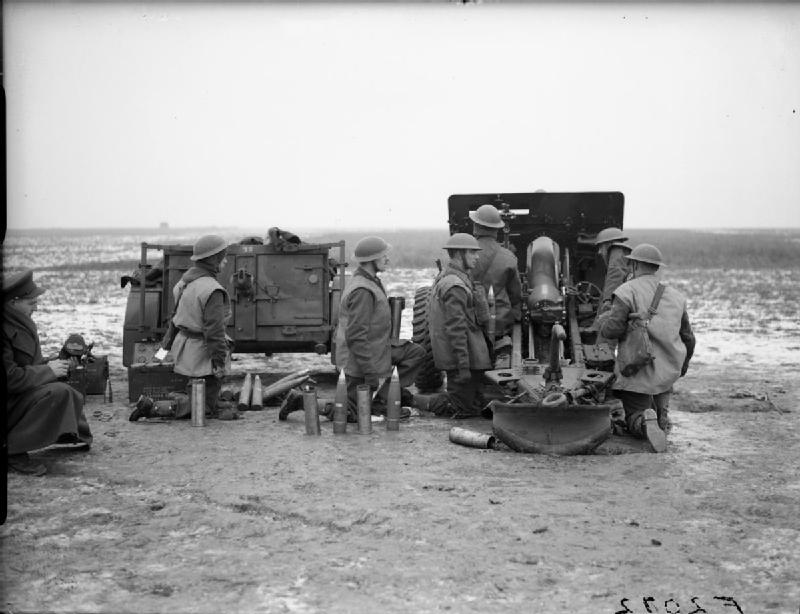
Артилерійська обслуга 88-мм гармати Ordnance QF 25-pounder 5-ї піхотної дивізії на вогневій позиції поблизу Оппі у Франції. 7 січня 1940

У березні 1944 року дивізію знову перекинули, цього разу на плацдарм Анціо, під командування VI корпусу США генерал-майора Лучіана Траскотта, де її підрозділи замінили розбиту 56-ту дивізію, яка поверталася на Близький Схід на відновлення своєї боєздатності. Хоча на той час основні бої за плацдарм Анціо були закінчені, дивізія брала участь у незначних сутичках і діяла в умовах, що більше нагадували окопну війну Першої світової війни. У травні дивізія брала участь в операції «Діадема» та прориві з плацдарму під Анціо, який призвів до захоплення столиці Італії Риму на початку червня. Під час боїв сержант Моріс Роджерс з 2-го батальйону Вілтширського полку був посмертно нагороджений Хрестом Вікторії, першим і єдиним військовим, яким нагородили особовий склад 5-ї дивізії в ході Другої світової війни. Невдовзі дивізія, зазнавши трохи менше 3000 втрат з моменту свого прибуття в Анціо три місяці тому, була виведена до Палестини, прибувши туди в середині липня. Тут дивізія перейшла під командування Персідсько-трансйорданського командування Британії.
Дивізія під командуванням відносно молодого генерал-майора Річарда Халла, який у віці 37 років був наймолодшим командиром дивізії в британській армії (пізніше йому судилося стати начальником імперського Генерального штабу і начальником штабу оборони), повернулася до Італії на початку 1945 року, де змінила 1-шу піхотну дивізію, яка воювала під Анціо. Однак незабаром, у березні 1945 року, дивізію перекинули на Західний фронт для участі у завершальній стадії кампанії в Північно-Західній Європі. Прибувши до Бельгії одразу після форсування британцями Рейну, дивізія перейшла під командування VIII корпусу генерал-лейтенанта Евеліна Баркера, частини британської 2-ї армії під командуванням генерал-лейтенанта Майлза Демпсі, і взяла участь у вторгненні західних союзників до Німеччини.
Після війни дивізія залишалася в Німеччині, виконуючи окупаційні функції. У вересні 1947 року дивізію було розформовано. У квітні 1958 року, в рамках реструктуризації Британської рейнської армії, 7-ма бронетанкова дивізія була переформована на 5-ту дивізію зі штаб-квартирою у Ферден-ан-дер-Аллер. Дивізія існувала до 30 червня 1960 року. Наступного дня, 1 липня, вона була перейменована на 1-шу дивізію.
1 квітня 1968 року у Великій Британії було сформовано Стратегічне командування сухопутних військ з метою підтримки сил НАТО від півночі Норвегії до півдня Туреччини, одночасно з формуванням цього командування було відновлено 5-ту дивізію у Рексемі. Дивізія була розформована 26 лютого 1971 року в черговий раз.